# United Nations Space Command
 (août 2025).
Motif : Absence de sources secondaires.
- Archive Wikiwix
- Bing
- Cairn
- DuckDuckGo
- E. Universalis
- Gallica
- Google
- G. Books
- G. News
- G. Scholar
- Persée
- Qwant
- (zh) Baidu
- (ru) Yandex
- (wd) trouver des œuvres sur Wikidata

| 1. | Préciser le motif de la pose du bandeau. | Précisez le motif de la pose du bandeau en utilisant la syntaxe suivante : {{admissibilité à vérifier\|date=août 2025\|motif=remplacez ce texte par le motif}}                                    |
| 2. | Informer les utilisateurs concernés.     | Pensez à avertir le créateur de l'article, par exemple, en insérant le code ci-dessous sur sa page de discussion : {{subst:avertissement admissibilité à vérifier\|United Nations Space Command}} |

L'United Nations Space Command, ou UNSC (Commandement Spatial des Nations unies ou CSNU en français) est une faction de l'univers Halo. L'UNSC représente l'humanité dans cet univers, de par la possession de toutes les forces armées de l'espèce humaine. Elle se divise en plusieurs sous-organisations. Dans les jeux Halo, à partir du second opus, la faction est nommée UNSC, comme dans la version originale. Dans les trois premiers romans en leur première édition, il y a la désignation CSNU, traduction de l'acronyme anglais qui est employée, ce qui n'est plus dans les rééditions et les romans suivants qui reprennent la désignation originale UNSC. La faction en elle-même n’apparaît pas dans Halo: Combat Evolved, et le premier logotype visible est présent dans Halo 2.
Dans Halo, le voyage supraluminique est une réalité grâce aux réacteurs subspatiaux (appelés également réacteurs Shaw-Fujikawa). Les humains ont largement dépassé le système solaire et colonisé de nombreuses planètes. La plus importante colonie terrienne est Reach. En 2525, l'UNSC rencontre pour la première fois des extraterrestres: une coalition, baptisée Alliance Covenante, détruit la colonie de Harvest. Une guerre désespérée et déséquilibrée est alors lancée pour résister aux envahisseurs extraterrestres, qui détruisent un par un tous les systèmes colonisés par l'humanité.
En 2552, l'UNSC a perdu la majeure partie des colonies terriennes, et fait tout pour garder secrètes les coordonnées de la Terre, berceau de l'humanité. La colonie majeure de Reach — où se trouve le principal commandement militaire stratégique de l'UNSC, ainsi que ses principaux chantiers navals — tombe cette année-là après une grande bataille spatiale. Malgré de claires avancées technologiques, l'armement de l'UNSC demeure dans la catégorie des armes à feu, ce qui est considéré comme pitoyable par les Covenants. Le fleuron de l'UNSC en matière militaire est le projet Spartan, qui a permis de créer des super-soldats plus à même de résister aux Covenants.
Les principaux personnages de l'UNSC sont John-117, Cortana, Terrence Hood, Jacob Keyes et sa fille Miranda, Catherine Halsey et Avery Johnson.
Cette désignation d'UNSC est reprise dans plusieurs œuvres de science-fiction n'ayant aucun lien avec la licence Halo dont le film  Bataille au-delà des étoiles nippo-américain de 1968.

## Histoire

### Avantla Chute de Reach
Le United Nations Space Command est fondée entre 2160 et 2164 selon le calendrier de l'univers Halo, à la suite de plusieurs conflits brutaux autour du système solaire, orchestrés par des mouvements politiques dissidents dont les deux plus importants portaient le nom de « Koslovic » et de « Frieden ». Tandis que le Frieden était un mouvement néo-fasciste basée sur les lunes de Jupiter, le Koslovic était un mouvement politique se revendiquant comme marxiste et léniniste dirigé par un certain Vladimir Koslov. Une guerre, appelée la « Guerre interplanétaire », fut lancée sur Io, puis s'étendit à Mars et à l'Amérique du Sud. Ce conflit, qui visait également des installations des Nations unies, poussa ces derniers à se réunir pour étudier la situation. Ils décidèrent de changer le statut de l'organisation pour acquérir un pouvoir militaire permanent. Un gouvernement serait basé sur la Terre et dirigerait tout l'espace contrôlé par l'homme. Mis en place en 2170, le système politique changea après la guerre, qui eut de terribles conséquences, notamment en provoquant une terrible famine sur Terre, pour devenir ce qu'il est dans les jeux et les romans Halo.
Vers la fin du 23e siècle, l'invention des réacteurs Shaw-Fujikawa et donc du voyage subspatial permit à l'UNSC de lancer un programme de colonisation de planètes extrasolaires. Lancé en 2310, ce programme devait amener la construction de plusieurs vaisseaux de colonisation. 52 ans plus tard, le premier, baptisé Odyssey fut envoyé dans l'espace à la conquête de nouvelles planètes. L'ensemble de ce qui fut plus tard baptisé « Colonies Intérieures » fut entièrement colonisé vers la fin du 24e siècle. En 2492, 800 planètes étaient sous le contrôle de l'UNSC. Les planètes les plus éloignées de la Terre, qui formaient l'ensemble des « Colonies Extérieures » virent naître à leur surface plusieurs groupes rebelles opposés à une centralisation du pouvoir politique depuis la lointaine Terre. La menace grandissante et plusieurs conflits avec les insurgés poussa l'UNSC à lancer un programme militaire secret : le projet Orion, visant à créer des super-soldats, en 2491. Ce projet posa les bases du projet Spartan-II, lancé lui en 2517.

### La Chute de ReachetContact Harvest
Halo : la Chute de Reach commence avec l'initiatrice du projet Spartan-II, Catherine Halsey, accompagné du jeune Jacob Keyes, se rendant sur la planète Eridanus 2 à bord de la navette diplomatique Han pour observer un enfant dans le cadre du projet. Cet enfant vit dans la ville d'Elysium City et se prénomme John. Après l'avoir rapidement interrogé, elle repart et rend visite à de nombreux autres enfants. 150 sont ainsi repérés et identifiés comme candidats potentiels au projet. L'UNSC organise alors leur enlèvement et les mène sur la planète Reach, bastion annexe de l'organisation après la Terre. Catherine Halsey accueille les enfants et leur apprend qu'ils vont devenir des soldats, mais ne reverront jamais leurs parents. Dès lors, les jeunes enfants reçoivent un entraînement militaire intensif délivré par Franklin Mendez et ses hommes. Quelques années plus tard, lors de leur adolescence, les enfants subissent des augmentations physiques de diverses sortes. Les injections ayant parfois de fâcheux effets secondaires, une partie d'entre eux meurt, tandis qu'une autre est handicapée à vie. Le reste devient alors le groupe des Spartans-II, mené par John-117, le garçon originaire d'Eridanus 2.

Les Spartans affrontent alors les rebelles dans de nombreuses missions jusqu'en 2525, date charnière de l'histoire de l'humanité.
En effet, c'est le 3 février 2525 que l'humanité entre pour la première fois en contact avec des extraterrestres. La colonie extérieure de Harvest est détruite et sa surface totalement vitrifiée par des vaisseaux appartenant à une coalition nommée Alliance Covenante. Cette coalition théocratique et militaire se revendique messagère des dieux, qui auraient réclamé la destruction de l'impure humanité. Les Covenants avancent inexorablement dans l'espace de l'UNSC, ravageant sans les conquérir les colonies humaines. Le projet SPARTAN-II est alors accéléré et Halsey finit de mettre au point l'armure MJOLNIR, qui devient dès lors l'équipement standard de combat Spartan. Un groupe, mené par John-117, est justement envoyé à bord d'un vaisseau Covenant pour tenter de découvrir quelques informations sur eux. Les Spartans identifient les Kig-Yar, qui seront nommés Rapaces pour leur ressemblance avec les oiseaux de proie, puis parviennent à détruire le vaisseau, au prix de la vie de l'un d'eux : Samuel-034. L'amiral Preston Cole réunit cette même année une immense flotte et part reprendre Harvest aux Covenants. Il remporte la première victoire spatiale de l'humanité face aux Covenants en 2531, après avoir perdu les deux tiers de sa flotte.
Afin d'éviter que les Covenants ne puissent découvrir les localisations des colonies terriennes en suivant ou en balisant les vaisseaux de l'UNSC, une mesure, baptisée protocole Cole en hommage à l'amiral du même nom, est lancée pour réglementer les voyages subspatiaux. Malgré cela, les Covenants découvrent une à une chaque colonie humaine et la détruisent. À Sigma Octanus, le capitaine Jacob Keyes entre dans l'histoire en vainquant à lui seul une flottille de trois vaisseaux Covenants à bord de l'Iroquois, ce qui est la première victoire humaine face aux Covenants en infériorité numérique. Une flotte bien plus importante arrive ensuite dans le système, et une grande bataille s'engage, à laquelle participe notamment l'Iroquois. La flotte Covenante est finalement mise en déroute et Jacob Keyes est promu capitaine de vaisseau.
En 2552, l'UNSC propose une mission capitale aux Spartans : aborder un vaisseau Covenant, l'utiliser pour rejoindre le système natal de l'Alliance Covenante et y capturer un de leurs chefs religieux : un Prophète. Le Pillar of Autumn, nouveau vaisseau de Keyes, doit emmener les Spartans ainsi qu'une intelligence artificielle surdouée, Cortana, jusqu'à leur objectif. Cependant, alors que les derniers préparatifs s'effectuaient à Reach, la planète est attaquée par une vaste flotte Covenante. Le Pillar of Autumn doit participer à la bataille et ne peut pas encore assumer sa mission. Les Covenants se maintiennent à distance des Super-CAM, capables de détruire leurs vaisseaux d'un seul tir. Une armée est envoyée à la surface de la planète pour les mettre hors d'état de nuire. En outre, un vaisseau stationné à l'astroport de Reach, baptisé le Circumference, a été laissé sur place sans que son cristal mémoriel ne soit effacé ou emporté, ce qui constitue une violation au protocole Cole. John-117 décide d'aller détruire ce cristal avant que les Covenants ne s'en emparent. Il part avec deux de ses compagnons et envoie le reste des Spartans contrer l'invasion terrestre des Covenants.
Malgré la mort de ses deux compagnons (ce qu'il croit car Linda n'est que gravement blessée), John-117 parvient à détruire le cristal mémoriel du Circumference et retourne au Pillar of Autumn. La bataille est perdue et le vaisseau de Keyes est le seul rescapé. Il décide de fuir en suivant une trajectoire subspatiale empruntée par quelques vaisseaux Covenants quittant le système, espérant qu'elle va vers leur système natal. John-117 est donc le dernier Spartan à bord, le reste de son équipe étant resté sur Reach. Le Pillar of Autumn arrive alors dans le système de Threshold, et découvre l'anneau Halo, construction des « dieux » des Covenants : les Forerunners.

### Combat EvolvedetParasite
Le Pillar of Autumn est attaqué par les Covenants du secteur. Afin d'empêcher que ces derniers ne mettent la main sur les informations détenues par Cortana, Keyes décide de la confier à John-117 et le somme de quitter le vaisseau pour aller sur l'anneau. Les soldats à bord du Pillar descendent tous à la surface de la construction. Le commandant Antonio Silva, chef des TCAO à bord du vaisseau, atterrit près d'une base Covenante située sur Halo et, avec l'aide de ses hommes, la prend pour en faire la base opérationnelle de l'UNSC sur l'anneau. Avec l'aide de l'intelligence artificielle Wellsley et du lieutenant Mélissa McKay, il gère le quartier général et commande l'opération en l'absence de Jacob Keyes. Ce dernier est en effet capturé par les Covenants et emmené à bord d'un de leur vaisseau, mais John-117, avec l'aide de plusieurs marines, parvient à le délivrer. Cortana découvre que Halo est une arme servant à anéantir toute vie dans la galaxie, afin de contrer l'expansionnisme d'une terrible race dont une population importante vit sur l'anneau : le Parasite. Le Parasite avait été endormi par les Forerunners qui, en activant l'anneau, l'avait privé de sa nourriture : la biomasse. En effet, le Parasite doit infecter des corps pour survivre et s'alimenter en calcium et l'objectif d'Halo est de détruire toute forme de vie dans la galaxie. Keyes est capturé par le Parasite qui tentera vainement de lui faire avouer la localisation de son monde natal. John-117 décide de détruire l'anneau pour empêcher le Parasite de le quitter. Il utilise les réacteurs du Pillar of Autumn comme bombe nucléaire et parvient à anéantir la construction. À bord d'un chasseur Longsword, il quitte l'anneau et parvient à survivre. Silva, McKay et une grande partie des soldats de l'UNSC périssent à bord du Truth and Reconciliation, vaisseau Covenant qu'ils étaient parvenus à voler, mais saboté par McKay pour éviter qu'il ne retourne sur Terre avec le Parasite à son bord.

### Opération First Strike
John-117 retrouve quelques survivants de l'opération sur Halo, dont le sergent-chef Avery Johnson des marines et le lieutenant Haverson de l'ONI, et vole avec leur aide un vaisseau Covenant : l'Ascendant Justice. À son bord, les humains retournent dans le système de Reach.
Pendant ce temps, l'équipe spartan envoyée à la surface de Reach ne parvient pas à protéger les Super-CAM qui sont neutralisés par les Covenants. Les Spartans Frédéric-104 et Kelly-087 parviennent à détruire un vaisseau Covenant grâce à des armes nucléaires, ensevelissant sous ses décombres une vaste armée Covenante. Les rares survivants de l'opération croisent ensuite le vice-amiral Danforth Whitcomb, commandant en second des opérations de l'UNSC, qui prend le commandement de leur groupe et décide de se rendre à la base du Service des Renseignements de la Navy, surnommée le « Château » et construite au fin fond du mont Ménachite. Ils y retrouvent Catherine Halsey, qui est la dernière restée dans la base, ayant accepté de lancer la séquence d'autodestruction. Les Covenants mènent une opération de forage pour atteindre le fond de la montagne, vraisemblablement à la recherche de quelque chose. Les Spartans le trouvent avant eux : un cristal Forerunner. John-117, à bord de l'Ascendant Justice, arrive sur Reach à ce moment et emporte les Spartans, Halsey et Whitcomb, qui étaient cernés par les Covenants voulant récupérer le cristal Forerunner.
John-117 est envoyé avec les derniers Spartans aborder une base Covenante : le Hiérophante Inflexible. Cette vaste station sert de point de ralliement aux vaisseaux Covenants pour effectuer un saut subspatial massif vers la Terre, dont les Covenants connaissent dès lors la localisation. Après la mort de deux Spartans et le sacrifice de Haverson et de Whitcomb pour attirer le plus de vaisseaux Covenants possibles autour du Hiérophante Inflexible instable, la base explose, emportant avec elle la presque totalité de la flotte covenante. John-117 retourne alors sur Terre.

### Halo 2etGhosts of Onyx
Le Haut Prophète du Regret, un des chefs de l'Alliance Covenante, lance malgré l'échec du Hiérophante Inflexible une flotte à l'assaut de la Terre. Mal renseigné, il s'attendait à ne pas rencontrer de résistance et envoie une flotte très faible comparée à celle qui a envahi Reach quelques jours plus tôt. Les 300 stations de défense orbitale de la Terre, chacune possédant un canon AM, maintiennent à distance les vaisseaux Covenants. John-117 est à bord de l'une d'elles : Le Caire. Les Covenants décident d'employer la même tactique que sur Reach et envoient des vaisseaux d'abordage détruire les stations de défense pour créer une brèche dans le réseau défensif de la Terre. Les stations Le Malte et L'Athènes sont ainsi détruites, et Le Caire manque de l'être également. Le Spartan parvient cependant à découvrir la bombe laissée par les Covenants sur la station et la fait sortir dans l'espace, parvenant même à l'envoyer sur un vaisseau Covenant qui est totalement détruit par elle. L'amiral Terrence Hood, à bord de la station, reste à bord pour diriger la défense de la planète.
Pendant ce temps, Miranda Keyes, fille du capitaine Keyes, rejoint la surface de la Terre à bord de son vaisseau, le In Amber Clad, pour y mener la bataille avec le sergent Johnson. Le vaisseau de Regret s'est placé près de la ville de New Mombasa, et y a envoyé un Scarab d'assaut, puissant véhicule de combat capable d'anéantir une ville. John-117, après l'avoir suivi dans tout New Mombasa, l'aborde et le détruit. Regret décide alors de fuir et effectue un saut subspatial à l'intérieur même de la ville, provoquant une explosion la rasant entièrement. Le In Amber Clad le suit et parvient à Halo Delta, deuxième anneau. Le premier objectif est d'éliminer le Prophète du Regret afin de secouer la hiérarchie covenante. Entretemps, Keyes et Johnson se mettent en quête de l'Index, clé d'activation du Halo Delta, qu'ils trouvent juste avant de se faire capturer avec. Peu après, John-117, alors qu'ils fuyait les renforts massifs covenant, se retrouve face au Fossoyeur, l'entité pensante du Parasite. Il l'envoie sur la capitale mobile covenante, la Cité Sainte Grande Bonté, où il tombe sur des Covenant en pleine guerre civile. Il poursuit les Hiérarques jusqu'à un vaisseau Forerunner, a bord duquel il monte pour rejoindre la Terre. Entretemps, les soldats de l'UNSC sous les ordres de Johnson et de Keyes parviennent avec l'aide des SHangeilis à stopper les Covenants qui tentaient d'activer le Halo Delta, et Miranda Keyes y apprend l'existence de l'Arche, installation Forerunner capable d'activer simultanément les sept Halo de la galaxie.
John-117 se trouve à bord du vaisseau Forerunner et revient sur Terre.

### Halo 3
Dans Halo 3, la Terre est à nouveau envahie par les Covenants. Cependant, l'UNSC peut compter sur l'aide des Shangheili, ayant récemment fait scission avec le reste de l'Alliance Covenante et déclenché une guerre civile en son sein. Le Haut Prophète de la Vérité, chef suprême de l'Alliance, vient lui-même sur Terre à bord d'un vaisseau Forerunner, nécessaire pour activer un portail menant vers l'Arche. Si les Covenants sont vaincus au combat, Vérité parvient à activer le portail et l'emprunte, sa flotte à sa suite. Les vaisseaux de l'UNSC s'apprêtent à le faire lorsqu'un autre vaisseau Covenant arrive sur Terre. Il s'écrase près des ruines de New Mombasa et les créatures qui étaient à l'intérieur sortent se battre. Le Parasite avait infesté ce vaisseau, et l'avait envoyé sur la planète pour la ravager. Le commandant de la flotte Shangheili, Rtas 'Vadumee, décide pour empêcher un carnage sans précédent de vitrifier toute la région, anéantissant la moitié de l'Afrique.
Miranda Keyes est alors chargée de commander l'opération sur l'Arche, pendant que Terrence Hood reste sur Terre. Malgré l'arrivée inopinée du Parasite dans l'installation Forerunner, John-117, avec l'aide de l'Arbiter, chef des Shangheili, parvient finalement à détruire l'Arche. Miranda Keyes et Avery Johnson meurent durant la bataille, finalement remportée par l'UNSC et les Shangheili. L'Aube, vaisseau de Miranda Keyes, qui était resté dans le système de l'Arche, revient finalement, avec l'Arbiter à son bord. Cependant, seule la moitié du vaisseau a traversé le portail, qui s'est effondré après la destruction de l'Arche. John-117 et Cortana sont restés dans l'autre moitié du vaisseau et considérés comme morts au combat. Hood inaugure un mémorial aux nombreux humains tués durant la guerre contre les Covenants. Les Shangheili décident d'en rester là avec l'humanité et repartent vers leur monde natal. L'Alliance Covenante est, semble-t-il, définitivement vaincue.
John-117 a malgré tout survécu. Cortana décide d'envoyer une balise de localisation, mais elle sait qu'il faudra des années pour que la deuxième moitié de l'Aube soit retrouvée. John-117 se met alors en sommeil cryogénique, référence au début des événements d'Halo.

## Technologie
La technologie humaine de 2552 est remarquablement avancée, notamment sur le plan spatial. Les voyages supraluminiques sont possibles, ouvrant la voie à une vague de colonisations des systèmes voisins de la Terre. L'armement et les véhicules sont en revanche restés assez similaires à ceux qui existent de nos jours.

### Armement

#### Armes d'infanterie

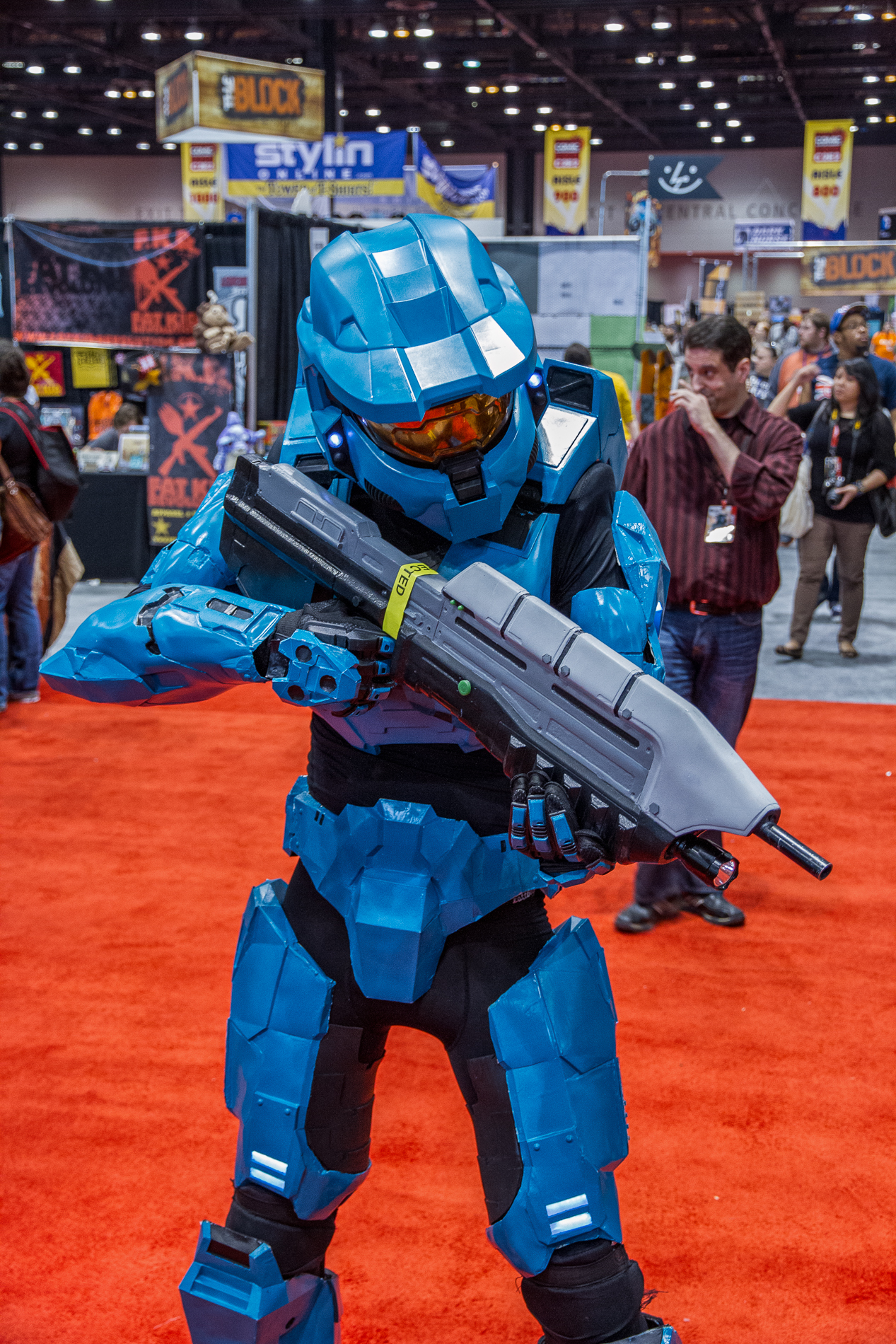
Un fusil d'assaut dans les mains d'un Spartan.

L'armement de l'UNSC reste dans le domaine des armes à feu. L'arme la plus usitée est le fusil d'assaut MA5, fusil d'assaut disposant de chargeurs de capacité variable selon la classe de l'arme (60 balles par chargeur pour la classe B dans Halo: Combat Evolved, 32 dans Halo 3 pour la classe C) et pouvant tirer jusqu'à ce que le chargeur soit vidé. Le fusil de combat BR55 apparait dans Halo 2 et consiste en une arme tirant des rafales automatiques de trois balles. Le BR55 dispose en outre d'une lunette de visée. Le pistolet M6 existe en trois déclinaisons : C, D et G. La D est utilisée dans Halo: Combat Evolved uniquement. Le pistolet fonctionne comme ceux existant de nos jours, et possède une petite lunette de visée. Cette lunette de visée est retirée dans le modèle C, apparaissant dans Halo 2. Le modèle G est présent dans Halo 3. Le fusil à pompe M90 est une puissante arme disposant d'une faible précision mais infligeant des dégâts importants à courte portée. Le lance-roquette Jackhammer est une arme disposant de deux tubes interchangeables et tirant chacune une roquette explosive. L'arme dispose d'une lunette de visée et possédait même un système de tête chercheuse dans Halo 2, qui disparut ensuite dans Halo 3. Le fusil de sniper SRS99 emploie des balles traçantes et perforantes et dispose d'une lunette de visée plus puissante et d'une vision infrarouge (seulement dans Halo:CE). Le pistolet mitrailleur M7 apparaît dès Halo 2 et dispose de chargeurs de 60 balles. Plus léger que les fusils MA5, il est possible d'en utiliser un dans chaque main.
 Le fusil DMR apparaît à partir d'Halo: Reach et est semi-automatique. Il s'agit de la première version du fusil BR55. Utilisé pendant la bataille de Reach, il est délaissé pendant le reste du conflit humain-Covenant mais l'UNSC décide de le réutiliser aux côtés de sa version évolué (le fusil BR) pendant les événements d'Halo 4. Le laser Spartan est une des plus puissantes armes de l'arsenal humain. Cette arme énergétique lourde fonctionne avec un puissant rayon laser nécessitant un chargement de quelques secondes. La batterie présente dans l'arme permet de délivrer 5 coups avant épuisement total. Le rayon envoyé par l'arme possède une très grande puissance et peut traverser de nombreuses surfaces.
Les tourelles fixes de l'UNSC sont variables. Avant Halo 3, la seule était une mitrailleuse semblable à celle des Warthogs. Dans Halo 3 apparaît également le module lance-missile, tourelle projetant des missiles téléguidés.
Ces tourelles peuvent également être utilisées par les Spartans comme armes lourdes. La troisième arme lourde de l'UNSC est un lance-flamme à faible portée, apparaissant dans Halo: Combat Evolved (seulement dans sa version PC, la raison dans laquelle Bungie n'a pas mis cette arme dans les versions Mac et Xbox reste inconnue). À noter que le lance-flammes de ce jeu avait un requin dessiné dessus) en plus d'Halo 3.

#### Armes spatiales

Animation représentant le principe de fonctionnement d'un canon magnétique, ce qu'est le canon AM.

La principale arme de l'arsenal spatial humain est le canon à accélération magnétique. Cette arme fonctionne sur un système d'aimants supraconducteurs et projette un obus, composé de tungstène et de fer, très dense, à une vitesse d'environ 300 000 m/s. L'obus du CAM n'est pas guidé et doit donc être tiré avec une trajectoire parfaitement calculée. En outre, ce projectile s'est révélé l'arme la plus efficace contre les vaisseaux Covenants.
Les missiles Archer sont des missiles téléguidés destinés à être lancés en grand nombre et généralement utilisés pour détruire les chasseurs ennemis.
Les têtes nucléaires Shiva sont des armes dévastatrices employant la technologie nucléaire. Leur puissance ne leur permet cependant pas de détruire le bouclier ou le blindage des vaisseaux Covenants.

### Véhicules

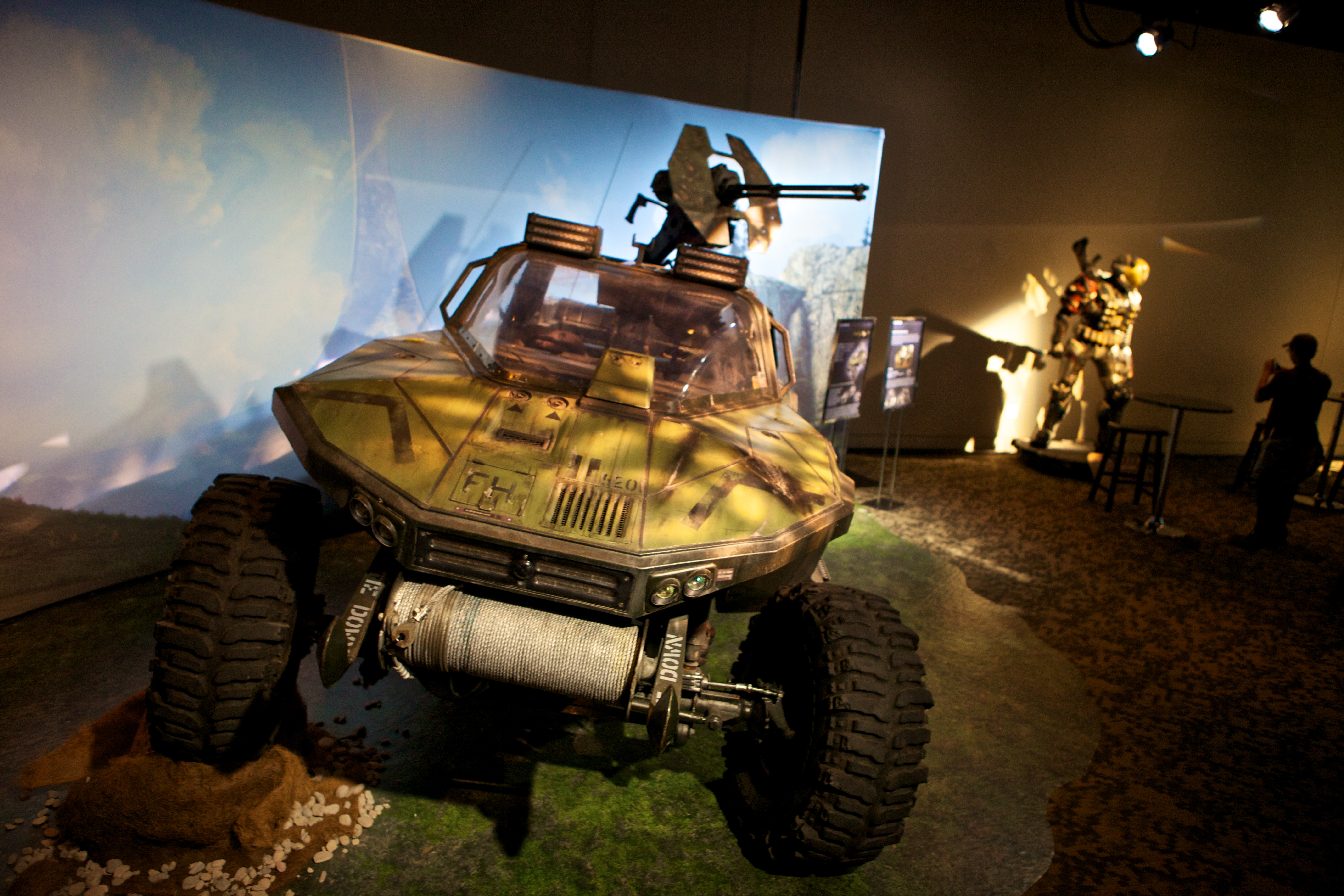
Une reproduction d'un Warthog.

L'UNSC utilise divers types de véhicules de combat, comme les Warthog. Dans Combat Evolved, le seul Warthog existant était une jeep à trois places : une pour le conducteur, une pour un passager et une place à l'arrière pour manier une puissante mitrailleuse (anti-infanterie et anti-aérienne, voire capable de bousiller un blindé si bien utilisée) ou un lance-roquettes suivant la couleur du véhicule (un Warthog noir possède un lance-roquettes, tandis qu'un Warthog vert est équipé d'une mitrailleuse). Dans Halo 2, en plus de celle-ci, apparaît une nouvelle déclinaison : le Warthog Gauss. Cette voiture est exactement la même que la première, si ce n'est que l'arme à l'arrière est un canon dit « Gauss » projetant des projectiles de 25 millimètres à vitesse supersonique.
Dans Halo 3, une nouvelle déclinaison supérieure apparaît : un Warthog dont la place arrière permet le transport de troupes, et une capacité de six passagers. Enfin, un Warthog miniature apparait également dans Halo 3 : la Mangouste. Plus petite, plus légère et bien plus rapide, la Mangouste est une sorte de quad à deux places : une place pour le pilote, et une place passager à l'arrière.
Le deuxième véhicule usité est le char d'assaut Scorpion. Ce char hautement blindé peut porter quatre soldats sur ses chenilles et dispose, en plus du canon tirant des obus de tungstène explosifs, d'une petite mitrailleuse. Cette mitrailleuse, maniée auparavant par le pilote du char, est dès Halo 3 assignée à un soldat qui se place dans un siège réservé à l'usage exclusif de cette arme.
Le Hornet apparaît dans Halo 3 et constitue l'équivalent du Banshee Covenant au sein de l'UNSC. Cet appareil volant dispose de deux petits réacteurs à poussée verticale dans ses ailes, de deux places passagers, de deux mitrailleuses ainsi que de deux tubes lance-missiles dont les projectiles sont semblables à ceux du module lance-missiles. Dans La Chute de Reach, un appareil nommé SkyHawk possède des caractéristiques quasi identiques à celles du Hornet.
Le Pélican est le principal appareil de transport de troupes. Sa vaste soute permet d'en transporter une dizaine. Une tourelle mitrailleuse peut également y être placée pour la défense. L'engin est puissamment blindé et dispose de deux canons à l'avant. Le Pélican peut être piloté par le joueur dans Halo : Reach , lors de la mission "Nouvelle Alexandrie" après que le joueur ait effectué certaines actions dans un ordre donné , ainsi que dans Halo 4.
L'Éléphant est un grand véhicule de transport de troupes apparaissant uniquement dans une carte multijoueur de Halo 3. Ce véhicule transporte une Mangouste, ainsi que deux mitrailleuses utilisées par d'autres joueurs que le pilote. Il semble que l'Éléphant ait le même rôle que le Shadow de l'Alliance Covenante. Une version évoluée de l'Éléphant, le Mammouth, apparaît dans Halo 4. Cette unité dispose de mitrailleuses et de pods lance-missiles pour sa défense contre l'infanterie et les véhicules, et d'un Mini-CAM qu'il utilisera pour détruire les défense Forerunners.
Enfin, dans Halo 4, apparaît le Mantis, mecha piloté par un seul conducteur. Il n'y a pas de place passager. Il apparaît dans le jeu pour lutter contre les Covenants envahissant principalement l'UNSC Infinity sur Requiem ainsi que sur certaines cartes multijoueur. Les deux armes principales sont une mitrailleuse et un lance-roquettes.

### Technologie spatiale

#### Vaisseaux
L'UNSC emploie de nombreuses sortes de vaisseaux (classés en frégates, destroyers et croiseurs). La majorité sert à la guerre, et ces vaisseaux sont hiérarchisés en diverses classes. Les plus célèbres vaisseaux de l'UNSC sont le Pillar of Autumn, le In Amber Clad, l'Aube, le Gettysburg, l'Infinity, le Léviathan et l'Iroquois. Ce dernier se distingue par la présence sur son blindage extérieur de grandes peintures de guerre amérindiennes.
Le In Amber Clad et l'Aube sont des vaisseaux de type frégate, classe la plus répandue dans la flotte de l'UNSC. Les frégates possèdent à priori toutes un canon AM et plusieurs tubes lance-missiles.
L'Iroquois est un vaisseau de type Destroyer. En supposant que tous les destroyers de l'UNSC soient identiques à l'Iroquois, ils pèseraient 8 000 tonnes, mesureraient 700 mètres de long et possèderaient deux canons AM, ainsi que seize tubes lance-missiles.
Le Pillar of Autumn est un croiseur de classe Halcyon. Les Halcyon sont décrits comme anciens et surtout comme étant les plus petits croiseurs de l'UNSC, et sont peu usités pour leur lenteur et leur manque de maniabilité, quand ils ne sont pas carrément considérés comme une blague. Malgré tout, Jacob Keyes utilisa un vaisseau de ce type lors de la bataille de Reach. En effet, contrairement aux vaisseaux modernes, la superstructure du Pillar of Autumn est très lourde parce qu'elle est encombrée de conduits d'aération de toutes sortes, ce qui laisse très peu d'espace vide. Ce blindage, considéré comme ancien, permettra à l'Autumn de survivre à une frappe d'une nouvelle arme covenant qui a transpercé et coupé en deux tous les autres vaisseaux qui furent frappés, confirmant la réputation des vaisseaux de classe Halcyon selon laquelle ils sont increvables et capables survivre à des dégâts qui auraient mis hors service tout autre type de bâtiment. Leur inventeur est un certain Robert McLees, dont le nom est inspiré d'un membre de Bungie du même nom. Après la guerre contre les Covenant, la résistance de l'Autumn inspirera la création d'une nouvelle génération de croiseurs, la classe Autumn.
Le Léviathan est un croiseur de classe Marathon, beaucoup plus moderne que la classe Halcyon, et le vaisseau de l'amiral Stanford, chef de la section 3 de l'ONI. Appelés erronément "porte-vaisseaux" dans Halo: la chute de Reach, il s'agit des plus puissants vaisseaux humains en service au moment de la guerre covenante. D'abord engagés dans les combats dans les colonies extérieures, ils furent progressivement redéployés pour soutenir la défense des colonies intérieure et de la Terre. Le Léviathan dirigea la flotte humaine au cours de la bataille de Sigma Octanus IV, qui fut l'une des rares victoire humaines sur les Covenants.
L'Infinity est un vaisseau unique. Incorporant des technologies covenante et Forerunner ce vaisseau est un projet de l'ONI; mais il était tellement massif (et son développement tellement coûteux) que l'ONI n'eut d'autre choix que d'impliquer la flotte de l'UNSC dans la construction. Il participa aux différentes batailles sur le monde Forerunner de Requiem, puis il défendit la Terre contre l'attaque du chef militaire Forerunner, le Didacte.
Le principal armement des vaisseaux de guerre est le canon AM. Ils disposent également de plusieurs tourelles et de tubes lance-missiles dits « Archer ».

#### Réacteur Shaw-Fujikawa
Le réacteur de Shaw-Fujikawa a été développé en secret par un groupe de chercheurs militaires en 2291[réf. nécessaire]. Le moteur est capable de sauts de plus d'un millier d'unités astronomiques vers d'autres colonies terriennes en peu de temps. Les sauts « courts » peuvent prendre jusqu'à deux mois, et les « longs » sauts peuvent durer six mois ou plus. Le réacteur Shaw-Fujikawa permet au vaisseaux de l'UNSC de quitter l'espace normal et par le biais d'une brèche dimensionnelle connue sous le nom de Sous-espace.
Il a été révélé après analyse et comparaison du système de saut Covenant que le fait d'utiliser ces réacteurs n'est ni un 'sous', ni un 'espace' de quelque chose, seulement un moyen peu pratique et détériorant de voyager à vitesse rapide utilisé par les humains par manque de technologie aussi évoluée que leur ennemi. Le réacteur Shaw-Fujikawa n'a jamais vraiment été revu, étant considéré comme la meilleure propulsion dans l'espace.

#### Stations
Plusieurs sortes de stations spatiales existent au sein de l'espace de l'UNSC. Autour de la Terre et de Reach fut disposé un réseau de petites stations bâties autour d'un canon AM assez puissant pour pulvériser un vaisseau covenant avec ses boucliers activés. La station Le Caire fait partie du réseau de défense de la Terre.
Les stations de réparation sont de vastes constructions carrées à plusieurs étages capables d'accueillir de nombreux vaisseaux de guerre pour les réparer. Lors de la guerre contre les Covenants, ces stations furent parfois utilisées comme bouclier pour encaisser les tirs Covenants à la place des vaisseaux.

### Intelligences artificielles
La technologie d'intelligence artificielle de l'UNSC est très avancée. Chaque IA possède une image holographique qu'elle choisit elle-même selon les caractéristiques dont elle a été pourvue. Ainsi, Wellsley a choisi d'arborer l'effigie du duc Arthur Wellesley de Wellington et fait souvent référence à lui, tandis que Cortana a choisi comme représentation une forme physique proche de celui de sa créatrice : Catherine Halsey, et a même adopté son caractère.

Chaque IA possède une spécialité dans un domaine particulier, et les vaisseaux en possèdent généralement une embarquée, afin d'accélérer les calculs relatifs au combat ou aux voyages subspatiaux, souvent difficiles à exécuter. Les IA sont stockées dans des cubes-processeurs mémoriels très coûteux.
De plus, il existe deux « classes » d'IA : les IA dites « intelligentes », et les autres dites, abusivement, « stupides ». Ces dernières constituent la majeure partie des intelligences artificielles, c'est-à-dire celles se limitant à une simple activité sans réelle faculté d'analyse ou d'imagination. Les IA « intelligentes » sont en revanche pratiquement dotées d'émotions humaines, et ne se cantonnent pas à une seule activité. En revanche, cette faculté d'analyse surdimensionnée possède un défaut : les IA « intelligentes » ont une durée d'environ 7 ans, après lequel elles sont en saturation et finissent par s'« imaginer » mourir. Cortana fait partie des IA intelligentes et est la plus performante de l'UNSC. Sa durée de vie a pu être raccourcie par le surcroît d'informations qu'elle a reçu après la bataille de Reach.
Pour des raisons techniques, il est rare de voir plusieurs IA simultanément au même endroit.

### Clonage humain
Pour couvrir les multiples kidnappings d'enfants nécessaires à l'avancée du projet Spartan-II, l'UNSC lança un programme de clonage des dits-enfants afin d'envoyer les clones dans leurs familles. Ces clones présentaient cependant des défauts et périrent tous de maladies infantiles. Les parents ne surent jamais cependant que leurs enfants avaient été remplacés par des clones et pensaient donc que les vrais étaient morts. L'affaire ne fut pas ébruitée.

## Principaux personnages

### Personnages humains
L'amiral Preston Cole est l'un des plus grands héros de la flotte de l'UNSC. Il remporta en effet la première victoire humaine de l'histoire face aux Covenants lors de la bataille de Harvest, en 2531. Il publia ensuite un texte qui constitua le fondement du futur protocole Cole. Cole n'est que cité dans Halo : la Chute de Reach et Halo : Opération First Strike.
L'amiral de la flotte Terrence Hood est un autre héros de la guerre contre les Covenants, ainsi que le commandant en chef de l'UNSC. Dirigeant la défense de la Terre en 2552, ses soldats parvinrent à repousser par deux fois les assauts extraterrestres. Ce fut sous son amirauté que la guerre s'acheva. Hood apparaît brièvement dans Opération First Strike, puis dans Halo 2, avant de devenir un personnage d'importance dans Halo 3.
Le Spartan John-117 est le plus célèbre membre du projet Spartan-II. Héros des trois jeux et des trois premiers romans, John n'a à priori jamais échoué à accomplir une mission, quelle qu'elle soit. Il a très tôt été assigné à des postes avancés (il a été nommé chef de son escouade quand il était encore en entraînement). Il est également considéré comme le plus "chanceux" des spartans car il a le mieux résisté aux augmentations, il n'est ni le plus fort, ni le plus intelligent mais possède chacune des capacités dans les bonnes proportions. C'est très probablement grâce à lui et à l'Arbiter que les humains ont gagné la guerre Humano-Covenant.
Le capitaine Jacob Keyes est un autre héros de la guerre face aux Covenants. Ce brillant stratège fut le premier humain à remporter une victoire spatiale face à des vaisseaux Covenants en supériorité numérique, lors de la bataille de Sigma Octanus, à bord de l'Iroquois. Il prit ensuite le commandement du Pillar of Autumn et fut le seul rescapé de la bataille de Reach. En suivant des vaisseaux Covenants qui quittaient le champ de bataille, il découvrit l'Installation 04 (le premier Halo), où il sera tué par le Parasite. Sa fille Miranda reçut à titre posthume les dernières récompenses devant être décernées à Jacob. Keyes apparaît dans Halo Reach Halo: Combat Evolved, Halo : la Chute de Reach, Halo : Parasite et est cité dans Halo : Opération First Strike et Halo 2.
Le commandant Miranda Keyes est la fille de Jacob Keyes. Elle participa à la défense de la Terre lors de la première bataille, à bord de la frégate In Amber Clad. Toujours à bord de son vaisseau, elle découvrit l'Installation 05 (ou Halo Delta) en suivant le vaisseau du Haut Prophète du Regret lorsqu'il quittait la Terre après son échec à New Mombasa. Capturée par les Covenants, elle assista aux débuts de la guerre civile entre les Shangheili et le reste de l'Alliance Covenante, et aida même l'Arbiter, héros Shangheili, dans son entreprise. Elle participe à la deuxième bataille de la Terre, puis à la bataille de l'Arche, pendant laquelle elle est tuée. Miranda apparaît dans Halo 2 et Halo 3.
Le docteur Catherine Halsey est une civile affiliée à l'ONI. Elle est l'initiatrice du projet Spartan-II et en connait personnellement chacun des candidats depuis leur enfance. Son favori et le premier candidat qu'elle rencontra fut d'ailleurs John-117, qu'elle ne cessa de soutenir durant sa carrière. Cependant, les conditions du lancement du projet lui pèsent grandement sur la conscience, et elle est souvent en proie au remords pour avoir participé au kidnapping de nombreux enfants innocents pour en faire des soldats. Elle décide donc en 2552 de consacrer le reste de sa vie à tenter de préserver chaque vie humaine, quel qu'en soit le prix. Halsey est la créatrice de Cortana. Elle apparaît dans La Chute de Reach et Opération First Strike, durant lequel elle s'enfuit pour accomplir une mystérieuse « mission », emmenant la Spartan Kelly-087 avec elle.
Le colonel James Ackerson est un militaire influent de l'armée de l'UNSC. Ses ambitions sont mystérieuses mais il est décrit comme antipathique et irrespectueux. Ackerson inspire même la crainte envers les plus hauts gradés que lui. Farouche détracteur du projet Spartan-II, il tente lui-même d'imposer un projet secret au sein de l'UNSC. Son IA personnelle se nomme Araqiel. Ackerson est brièvement cité dans La Chute de Reach, puis apparaît tout aussi brièvement dans Opération First Strike.

### Intelligences artificielles
Cortana est la meilleure intelligence artificielle de l'UNSC. Créée à partir de cellules nerveuses de Catherine Halsey, elle a adopté sa personnalité et son apparence physique. Cortana fait partie des IA dites « intelligentes », c'est-à-dire dont la faculté d'analyse est de loin supérieure à celle des autres IA et ne se limitant pas à un domaine précis d'action. Cortana est cependant douée pour le piratage informatique. Elle apprécie particulièrement John-117, qu'elle a accompagné en étant insérée dans son armure durant la majeure partie de ses aventures. Elle apparait donc dans tous les jeux et romans où le Spartan apparait lui aussi.
Wellsley était la deuxième IA du Pillar of Autumn. Compétente particulièrement dans le domaine de la défense militaire, Wellsley est excentrique et fait souvent référence au duc Arthur Wellesley de Wellington comme s'il était ce personnage. Son image holographique est d'ailleurs à l'effigie de ce personnage. Wellsley apparaît dans Halo : Parasite et est détruit à la fin de ce roman lorsque le Truth and Reconciliation s'écrase sur l'Installation 04.

## Organisation

### Mesures prises dans le cadre de la guerre
Afin de contenir la menace Covenante, FLEETCOM prit des mesures drastiques notamment dans le domaine du renseignement, des communications et des informations. L'amiral Preston Cole publia une note, le futur « Protocole Cole », qui ordonna aux vaisseaux (et aux troupes) de détruire toute information (notamment les plans de vol) pouvant mener à la Terre, de fuir via des vecteurs aléatoires non-dirigés vers des centres de populations humains et, si jamais la capture était imminente, de s'autodétruire.

#### Le protocole Cole
Le Protocole Cole est un ensemble de mesures visant à protéger la Terre d'une attaque Covenant. Il a été édicté après la bataille d'Harvest en 2531 par le Vice-Amiral Preston Cole.
Son code militaire est Ordre Général 098831A-1.
Afin de préserver les Colonies Intérieures et la Terre, les vaisseaux et les stations du CSNU ne doivent pas être capturés en possession de données de navigation intactes qui pourraient conduire les forces Covenants vers des centres de population civils et humains.
Dans tous les cas où des forces Covenants seraient détectées, les forces du CSNU doivent :
1. Activer l'effacement sélectif des bases de données de tous les réseaux d'informations planétaires ou présents à bord de vaisseaux.
2. Initier une triple vérification pour s'assurer que toutes les données ont bien été effacées et que toutes les sauvegardes ont été neutralisées.
3. Exécuter les programmes de destruction de données virales.
4. En cas de fuite face aux forces Covenants, tous les vaisseaux doivent pénétrer dans le Sous-espace avec des vecteurs de trajectoire aléatoires  NON dirigés vers la Terre, les Colonies Intérieures ou tout autre centre de population humain.
5. En cas de capture imminente par les forces Covenants, tous les vaisseaux du CSNU doivent s'autodétruire.

Toute violation de cette directive sera considérée comme un acte de trahison et conformément aux Articles de Loi Militaire JAG 845-P et JAG 7556-L, ces violations sont passibles de réclusion à perpétuité ou d'exécution capitale.

### Sous-organisations militaires

#### FLEETCOM
FLEETCOM est l'état-major de la flotte de l'UNSC et fait à ce titre partie du haut commandement militaire réunissant les dirigeants de la flotte et de l'armée, supervisés par le Conseil de Sécurité de l'UNSC.

#### Service des Renseignements de la Navy

Emblème de l'ONI

Le Service des Renseignements de la Navy, ou ONI (Office of Naval Intelligence en anglais), est le principal service des renseignements de l'UNSC. Ce réseau est extrêmement influent au sein de l'UNSC et concentre de nombreux pouvoirs. Leur base principale est située sur Reach, sous le mont Ménachite, au sein d'un gigantesque labyrinthe souterrain sécurisé à outrance et baptisé le « Château ». L'ONI est divisé en plusieurs sections:
- La Section 0, chargée du contre-espionnage et de la surveillance des agents de l'ONI
- La Section 1, responsable des opérations de terrain
- La Section 2, responsable de la propagande, dont l'action est décrite comme particulièrement efficace dans Halo: Opération First Strike. Elle cache ainsi la destruction de Reach et fait des Spartans des soldats immortels.
- La Section 3, constitue la division de recherches avancées de l'ONI. Elle est responsable du programme SPARTAN-II. Elle est répartie en plusieurs division comme la DAGSN

##### Division des Affaires Guerrières Spéciales de la Navy
La Division des Affaires Guerrières Spéciales de la Navy, ou DAGSN, est, comme son nom l'indique, une division chargée des opérations militaires spéciales de l'UNSC, comme les Spartans. Elle dépend de la Section 3 de l'ONI.

#### Corps des Troupes de Choc Aéroportées Orbitales
Le corps des Troupes de Choc Aéroportées Orbitales (TCAO), ou Troupe d'Assaut Orbitaux, ou Astrocommandos (ASCO) ou Orbital Drop Shock Trooper (ODST), surnommé également « Paras de l'Enfer » (Helljumpers en anglais) est un corps parachutiste composé de volontaires. Ces derniers sont envoyés dans les missions les plus difficiles. Les TCAO sont facilement identifiables par les treillis noirs qu'ils arborent, hermétiques et leur donnant parfois l'aspect de petits Spartans. Ces combinaisons hermétiques leur permettent de combattre dans le vide spatial.

## Projets SPARTAN

### ORION
Le projet ORION fut le premier projet SPARTAN et fut lancé en 2491. Gardé secret, peu d'informations furent révélées à son propos. On sait cependant que Avery Johnson en a fait partie. Les soldats de ce projet sont loin d'avoir fait les mêmes tests que ceux du SPARTAN-II, ils étaient durement entraînés mais n'ont subi aucune modification physique ou mentale. Ils ont été amenés dans ce projet d'après certaines sources de leur plein gré, ont eu une vie sociale et n'avait pas d'armure aussi performante que les MJOLNIR.

### SPARTAN-II
Développé sur Reach à partir de 2517, le projet Spartan-II visait à mettre au point des troupes d'élite pouvant arrêter la guerre civile qui, selon les statistiques, allait bientôt éclater chez les humains. Le projet resta secret jusqu'en 2525, jusqu'à la guerre contre les Covenants.

Leur hostilité incita le gouvernement à faire des Spartans la dernière ligne de défense protégeant l'espèce humaine. Plusieurs dizaines de Spartans furent ainsi préparés au combat mais ils n'étaient pas assez nombreux pour renverser à eux seuls la guerre. Leur existence fut révélée au grand public pour les rassurer, cette révélation assortie d'une savante propagande visant à les faire passer pour indestructibles.
Sur les 150 candidats initiaux du projet, 75 furent pris. 30 périrent à la suite des augmentations et 12 devinrent handicapés à vie. Il ne reste en 2552, après l'opération « First Strike », que 5 survivants parmi les Spartans-II (en dehors des handicapés à vie, dont le sort est inconnu).

#### Armure MJOLNIR
L'armure MJOLNIR fut créée pour les besoins du projet SPARTAN-II et les recherches à son sujet furent grandement accélérées par la guerre face aux Covenants. Les trois premiers modèles de cette armure, de Mark I à Mark III, furent des prototypes d'exosquelettes vite abandonnés pour raisons pratiques : ils devaient souvent être rechargés et ne pouvaient donc pas être pleinement utiles au combat. Le modèle Mark IV fut achevé en 2525 et donné aux Spartans dans le système Chi Ceti 4 la même année. Mjolnir est à l'origine le nom du célèbre marteau du dieu scandinave Thor.
L'armure Mark IV est constituée de plusieurs couches. La partie externe est constituée d'un alliage et doublée d'un revêtement dispersif permettant de mieux répartir les dégâts dus au plasma Covenant. L'armure possède également une couche de gel régulateur de température et à densité variable. Une combinaison proche de la peau du porteur de l'armure permet d'absorber l'humidité et contient des biodétecteurs capables d'ajuster constamment la température de l'armure. Un ordinateur est intégré à l'armure, et est relié à l'interface neurale (système implanté dans la tête de chaque soldat à son entrée dans l'UNSC et permettant une synergie plus efficace avec les machines et les IA).

La partie interne de l'armure est elle constituée d'un métal réactif dotée de propriétés stupéfiantes : il divise par cinq le temps de réaction et amplifie la force physique. Cependant, cette constitution empêche un autre être humain qu'un Spartan de l'utiliser.

De plus, les armures sont parfaitement étanches et disposent de réserves d'oxygène de 90 minutes, afin de permettre aux Spartans de se déplacer dans une zone dépressurisée ou dans le vide spatial.
Le personnage des jeux vidéo Marathon est supposé être un cyborg portant une armure Mark IV.
L'armure Mark V est celle utilisée par John-117 à la fin de Halo : la Chute de Reach et dans Halo: Combat Evolved et possède deux modifications majeures par rapport à la Mark IV :
- Un bouclier énergétique, basé sur la technologie utilisée par les Covenants entoure l'ensemble de l'armure, et se réduit à quelques millimètres au niveau des pieds et des mains, permettant au Spartan de manipuler des objets sans problème. Le bouclier se recharge automatiquement quelques minutes après avoir été saturé. Cependant, le bouclier ayant été conçu à partir de boucliers Kig-Yar, qui sont ronds et plus petits, l'extension du champ énergétique du bouclier pour recouvrir tout le corps en a globalement réduit la résistance.
- Un polymère de processeur mémoriel a été ajouté, pouvant s'adapter au noyau d'une IA, permettant au Spartan d'insérer le port mémoriel d'une intelligence artificielle de l'UNSC directement dans son interface neurale, ce qui lui permet d'avoir sa présence pratiquement dans son cerveau. L'IA a dès lors accès à ses signes vitaux et peut lui fournir directement des informations sur le terrain. Ce système s'avéra une réussite, notamment par la synergie développée entre le Spartan John-117 et l'IA Cortana depuis leurs premières aventures ensemble dans La Chute de Reach.

Le dernier modèle d'armure modèle est la Mark VI, utilisée à partir de Halo : Opération First Strike. Hormis les capacités de la Mk V, le bouclier est plus résistant et se recharge plus vite. L'armure est également plus dense.
D'autres modèles d'armure sont présents dans Halo 3, comme le CQB ou le EVA, mais ne font pas partie du projet MJOLNIR.

### SPARTAN-III
Le projet SPARTAN-III est cité dans les romans Halo. On ne sait pas cependant qui en sont les candidats. Franklin Mendez alla les entraîner lorsqu'il eut terminé son travail avec les Spartans-II.
Cependant, dans le 3e roman Halo Opération First Strike, le Docteur Halsey découvrit un dossier appartenant au Colonel Ackerson, remplit entre autres des dossiers personnels des sujets du programme SPARTAN-II, nommé : S-III soit les initiales de SPARTAN-III. De plus, par la suite du roman, on apprend qu'Ackerson développe un programme secret de nouveaux soldats. Il est donc évident que le Colonel Ackerson prépare le projet SPARTAN-III. Enfin, Ghost of onyx laisse afficher sur sa couverture des Spartans portant le casque de type EVA et révèle la véritable nature des SPARTAN-III.
Les SPARTAN-III sont en réalité des enfants qui ont tout perdu à cause des Covenants et qui ont été raflé par centaines par les hommes du Colonel Ackerson et amenés dans une base secrète sur la planète Onyx. Après un entrainement intensif incluant une motivation fondée sur la vengeance, les SPARTAN-III ont été équipés d'une armure ISA, version imparfaite des armures Mjollnir des Spartans-II, l'idée étant d'obtenir des soldats fanatisés sacrifiables à bas prix qui seront ensuite envoyés par centaines derrière les lignes ennemies pour mener des missions suicides afin de perturber et rallonger les lignes logistiques des Covenant, ralentissant ainsi leur effort de guerre.
Deux missions confirmées ont impliqué les SPARTAN-III. L'opération Prometheus consistait à rendre inopérant un chantier naval orbital covenant situé à proximité de l'espace humain sur K7-49; la mission fut un succès, mais tous les SPARTAN-III y passèrent. L'opération Torpedo consistait à faire sauter une usine de traitement de deutérium et de tritium sur Pegasi Delta servant de station de ravitaillement de la flotte covenante; la mission fut une nouvelle fois un succès écrasant, permettant même la destruction de plusieurs vaisseaux covenants, mais seuls deux SPARTAN-III sur les trois cents déployés survirent à la mission. Les autres missions furent tuées dans l'œuf à la suite de la destruction d'Onyx par les Covenants.

#### Médias
- [image] Station Le Caire
- [image] Artwork d'un Marine dans Halo 3
- [image] Avery Johnson
- [image] John-117